# Andréi Plitkin
Andréi Plitkin –en ruso, Андрей Плиткин– (23 de enero de 1969) es un deportista soviético que compitió en piragüismo en la modalidad de aguas tranquilas. Ganó dos medallas en el Campeonato Mundial de Piragüismo: oro en  1990 y bronce en 1991, ambas en la prueba de K4 500 m.

## Palmarés internacional
| Campeonato Mundial | Campeonato Mundial | Campeonato Mundial | Campeonato Mundial |
| Año                | Lugar              | Medalla            | Evento             |
| ------------------ | ------------------ | ------------------ | ------------------ |
| 1990               | Poznań (Polonia)   | Medalla de oro     | K4 500 m           |
| 1991               | París (Francia)    | Medalla de bronce  | K4 500 m           |